# Psalm 69 (album)
Psalm 69: The Way to Succeed and the Way to Suck Eggs – album amerykańskiego zespołu Ministry, wydany w 1992.
Psalm 69 uchodzi za szczytowe osiągnięcie Ministry, jest także jednym z najważniejszych albumów wydanych w gatunku industrial metal. Grunt dlań przygotował singel z Jesus Built my Hotrod. Znalazły się na nim choćby takie utwory jak powstały we współpracy z pisarzem Beat Generation Williamem Burroughsem (pojawia się w teledysku) Just One Fix poruszający temat narkotyków oraz N.W.O. (New World Order), będący protestem przeciw amerykańskiej interwencji w Iraku i w ogóle polityce prezydenta USA George’a Busha Seniora.
W Jesus Built My Hotrod zaśpiewał Gibby Haynes, muzyk Butthole Surfers. Psalm 69 funkcjonuje także pod greckim tytułem KΕΦΑΛΗΞΘ. Oryginalny tytuł nawiązuje do dzieł Aleistera Crowleya.

## Lista utworów
Opracowano na podstawie materiału źródłowego.
1. "N.W.O." (Jourgensen/Barker) – 5:31
2. "Just One Fix" (Jourgensen/Barker/Rieflin/Balch) – 5:11
3. "TV II" (Jourgensen/Barker/Scaccia/Rieflin/Connelly) – 3:04
4. "Hero" (Jourgensen/Barker/Rieflin) – 4:13
5. "Jesus Built My Hotrod" (Jourgensen/Barker/Balch/Rieflin/Haynes) – 4:51
6. "Scare Crow" (Jourgensen/Barker/Scaccia/Rieflin/Balch) – 8:21
7. "Psalm 69" (Jourgensen/Barker) – 5:29
8. "Corrosion" (Jourgensen/Barker) – 4:56
9. "Grace" (Jourgensen/Barker) – 3:05

## Twórcy albumu
Opracowano na podstawie materiału źródłowego.
- M Balch - instrumenty klawiszowe, syntezator
- Paul Barker - gitara basowa, syntezator, wokale, produkcja
- Al Jourgensen - wokale, gitara, instrumenty klawiszowe, produkcja
- Bill Rieflin - perkusja
- Mike Scaccia - gitara
- Louis Svitek - gitara